# Moesië

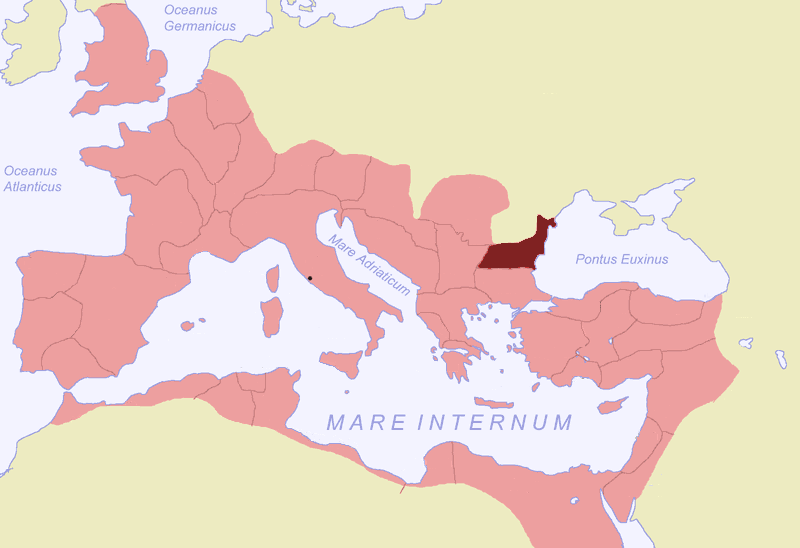
Positie van Moesië (inferior en superior) in het Romeinse Rijk

Moesië (uitspraak: Meuzië; Latijn: Moesia) was een provincia in het Romeinse Rijk. Het grondgebied van de provincie kwam ruwweg overeen met het tegenwoordige Servië plus Noord-Bulgarije.Kleine delen van Roemenië, Noord-Macedonië en Oekraïne (gedeeltelijk ter hoogte van het zuiden van Moldavië) lagen ook in deze provincie.

## Ligging
De provincie Moesië werd in het noorden begrensd door de Romeinse provincie (vanaf 106) Colonia Dacia; in het zuiden door de provincies Thracië en Macedonië; in het oosten lag de Zwarte Zee; en in het westen lag Dalmatia. Moesië had in het noordwesten een kleine grens met Pannonia (vanaf circa 100 Pannonia superior).
In de praktijk kwamen de grenzen ongeveer overeen met in het zuiden de bergketens Haemus (Balkangebergte) en het Šargebergte (soms ook wel Scardus, Scordus of Scodrus genoemd); in het westen de rivier Drinus (de huidige Drina); in het noorden de Donau; en in het oosten de Zwarte Zee. De provincie werd bewoond door de Thraciërs.

## Geschiedenis
Gaius Scribonius Curio, proconsul van Macedonia, stootte aan het hoofd van zijn troepen in 75 v.Chr. door tot aan de Donau. Hij behaalde de overwinning over de zo geduchte Thraciërs. De provincie zelf werd pas circa 29 v.Chr. echt onderworpen door Marcus Licinius Crassus (kleinzoon van de beroemde triumvir), die tijdens de regering van Augustus proconsul van Macedonië was. Toch liet de verdere organisatie als Romeinse provincie op zich wachten tot het einde van Augustus' leven. In 6 n.Chr. kwam er uiteindelijk echt een gouverneur, Caecina Severus (de man wordt door Dio Cassius vermeld (lv. 29)).

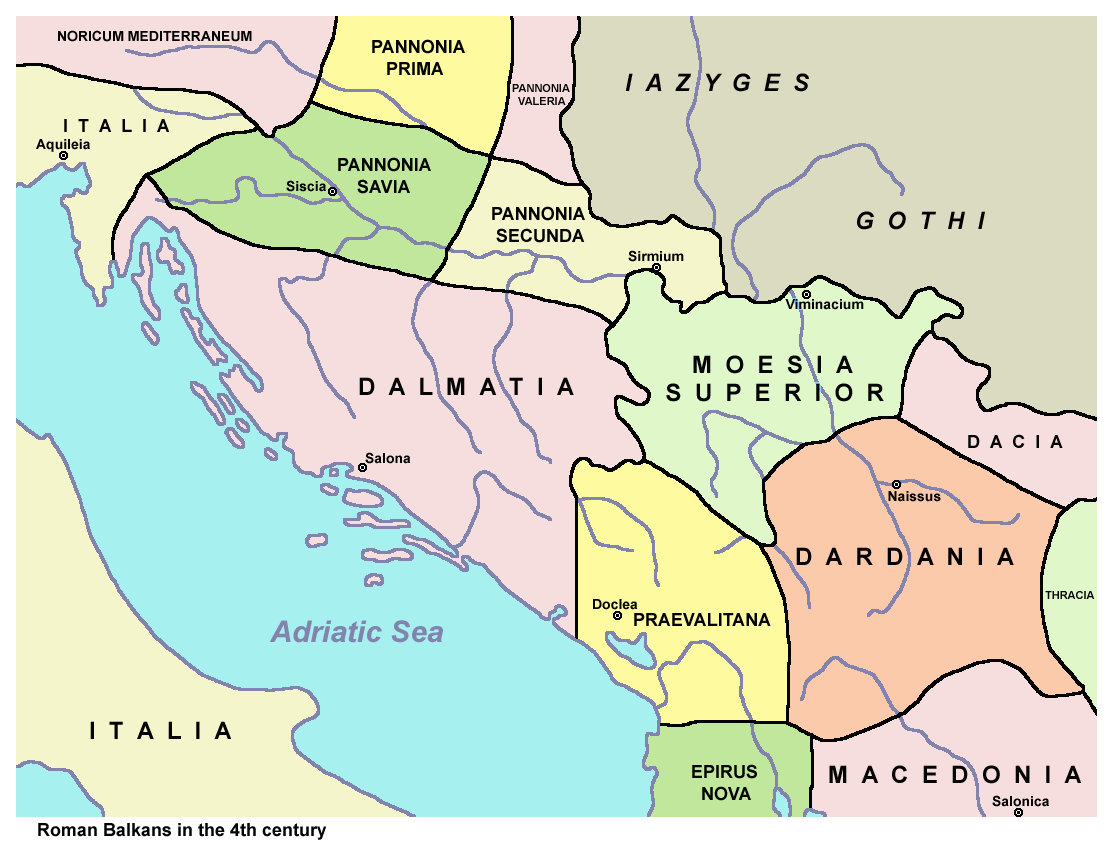

Oorspronkelijk was Moesië één provincie, onder het bestuur van een keizerlijk consulaat (de keizer mocht de gouverneur dus kiezen). Het is zeer waarschijnlijk dat deze man tevens de proconsul van Achaea en Macedonia was. Domitianus verdeelde (rond 90) het langgerekte Moesië in twee delen: Moesia superior (soms wel Opper-Moesië genoemd) en Moesia inferior (Neder-Moesië), waarbij superior in het westen en inferior in het oosten lag. (Moesia inferior had nog een ander bekende (bij)naam: Ripa Thracia, naar de inwoners van het gebied.) De meeste historici plaatsen de scheidingslijn tussen oost en west op de rivier Ciabrus (de huidige Tsibritsa), maar sommigen denken dat de grens in werkelijkheid verder naar het westen lag, de rivier de Lom met als hoofdplaats Ulpia Traiana Ratiaria. De twee nieuwe provincies bleven elk geleid door een keizerlijk consulaat en een procurator. De splitsing kwam er waarschijnlijk om de organisatie van de verdediging te vergemakkelijken: Moesië had vele versterkingen op de zuidelijke oever van de Donau en zelfs een volledige muur (tussen Axiopolis en Tomi) als bescherming tegen de Scythen en de Sarmaten.
In 106 kon Trajanus na twee oorlogen een nieuwe provincie innemen: Dacia, net ten noorden van beide Moesiës. De crisis in de 3de eeuw resulteerde echter in een ernstige verzwakking in de verdediging van de grenzen en Aurelianus moest het gebied circa 270-275 afstaan aan de Goten. De Romeinse vluchtelingen uit Dacia vestigden zich in het centrale deel van Moesië en de regio werd een nieuwe provincie: Dacia Aureliani (Dacia van Aurelianus). Deze nieuwe provincie werd op haar beurt ook opgesplitst, in Dacia ripensis en Dacia interior, zodat het oorspronkelijke Moesië nu in vier delen opgesplitst was.

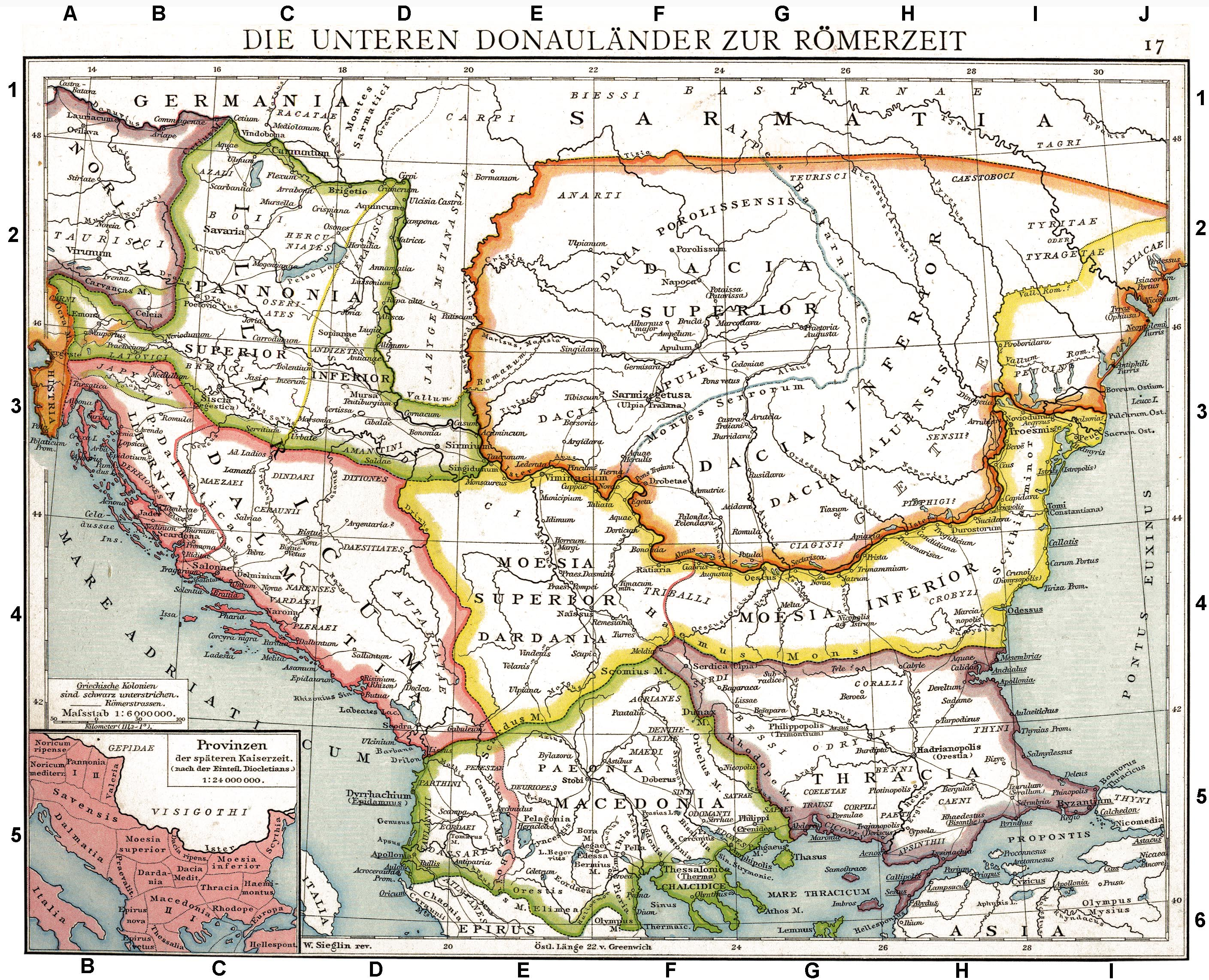
Moesië in de oudheid. Uit: Gustav Droysens Allgemeiner historischer Handatlas, 1886

Er vond echter nog een vijfde splitsing plaats: Diocletianus maakte van de regio Dardania, een district in Moesia superior, bewoond door Illyrische Dardani, een speciale provincie met als hoofdstad Naissus of Nissa (het moderne Niš), de geboorteplaats van Constantijn de Grote.
De Goten, die Moesië in 250 al eens waren binnengevallen, werden op hun beurt zwaar geteisterd door de Hunnen en staken de Donau opnieuw over in 376. Valens, die toen de keizer was, stond de Goten toe om zich op Romeins grondgebied te vestigen, maar er braken al snel twisten uit. Amper twee jaar na de vestiging op Romeins gebied, werd Valens verslagen in de Slag bij Adrianopel (378). Die Goten stonden bekend als de Moeso-Goten, die onder leiding van Wulfila de Bijbel vertaalden naar het Gotisch. Nadien, in 395 tijdens de Gotische oorlog, trokken de Visigoten op plundertocht door Moesië op weg naar Griekenland (395-398), met in hun kielzog de Hunnen, die daarna in 440 plunderend door de streek trokken. Moesië werd daarna een deel van het Oost-Romeinse Rijk.
In de 7de eeuw trokken de Slaven en de Boelgaren het gebied binnen en stichtten de huidige landen Servië en Bulgarije.

## Steden
De belangrijkste Romeinse steden in Moesia superior waren:
- Singidunum (het huidige Belgrado)
- Viminacium (soms municipium Aelium genoemd; het huidige Kostolac)
- Bononia (het huidige Widdin of Vidin)
- Ratiaria (het huidige Arčar)
- Scupi (het huidige Skopje)

De belangrijkste steden van Moesia inferior waren:
- Oescus (soms ook colonia Ulpia genoemd; het huidige Gigen)
- Novae (nabij Sistova, hoofdkwartier van Theodorik)
- Nicopolis ad Istrum (het huidige Nikup)
- Odessus (het huidige Varna)
- Tomi (het huidige Constanța), waar de dichter Ovidius naar werd verbannen

De laatste twee waren Griekse steden, die samen met Istros, Mesambria en Apollonia een pentapolis vormden.

## Economie
De economie van Moesia superior was afhankelijk van de grote heirbaan die het noorden van Italië met Constantinopel verbond (en door Moesia superior liep). Die weg ging door Naissus en van daaruit vertrok er een tweede grote weg, die in zuidelijke richting naar Dyrrhachium in Macedonia liep. Moesia superior was bekend om zijn slaven.
Moesia inferior was niet zo afhankelijk van genoemde grote heirbaan; het lag op de handelsvaarroute die vanuit Olbia (in de huidige Oekraïne) naar Constantinopel leidde. Langs die route kwamen graan, honing en huiden het rijk binnen en Tomi, een stad in Moesia inferior, was een belangrijke tussenpost.
Achaea · Alexandria et Aegyptus · Africa · Alpes Cottiae · Alpes Maritimae · Alpes Poeninae · Arabia Petraea · Armenia Inferior · Asia · Britannia · Cappadocia · Cilicia · Corsica · Creta · Cyprus · Cyrenaica · Dacia · Dalmatia · Epirus · Galatia · Gallia (Aquitania · Belgica · Lugdunensis · Narbonensis) · Germania (Inferior · Superior) · Hispania (Baetica · Lusitania · Tarraconensis) · Italia · Iudaea · Lycaeonia · Lycia · Macedonia · Mauretania (Caesariensis · Tingitana) · Moesië (Inferior · Superior) · Noricum · Numidia · Pannonia (Inferior · Superior) · Pamphylia · Pisidia · Pontus et Bithynia · Raetia · Sardinia · Sicilia · Syria · Thracia

Tijdelijke bezettingen: Germania (7-9 n.Chr.) · Armenia (114-117 n.Chr.) · Assyria (116-117 n.Chr.) · Mesopotamia (115-117 n.Chr.)